# Jennifer McMahon
Jennifer McMahon (* 5. Juni 1968 in Hartford, Connecticut) ist eine US-amerikanische Thriller-Autorin. Für ihr Werk The One I Left Behind (deutscher Titel Das 5. Opfer) erhielt sie 2014 den International Thriller Award in der Kategorie „Bester Roman als Originaltaschenbuch“.

## Leben und Werk
McMahon wuchs im ländlichen Connecticut auf und zog später nach Vermont. Sie graduierte am Goddard College und studierte anschließend ein Jahr Poesie am Vermont College. Seit 2000 arbeitet sie Vollzeit als freischaffende Schriftstellerin.
Ihr Debütroman Promise not to tell (Harper Paperbacks) erschien 2007 unter dem deutschen Titel Das Mädchen im Wald im Rowohlt Verlag, der Roman wurde zudem ins Französische und Italienische übersetzt. Der Nachfolgeroman Island of Lost Girls schaffte es 2012 auf die Bestsellerliste der The New York Times und erschien unter dem Titel Die Insel der verlorenen Kinder ebenfalls im Rowohlt Verlag.
Ihr lesbischer Jugendroman My Tiki Girl, erschienen 2008, wurde 2009 von der American Library Association in die Rainbow List authentischer und bedeutsamer LGBT-Bücher aufgenommen.
McMahon lebt mit ihrer Lebensgefährtin Drea und ihrer gemeinsamen Tochter in Montpelier (Vermont).

## Auszeichnungen
- 2010: Nominierung für den Lambda Literary Award mit Dismantled[3]
- 2014: International Thriller Award mit The One I Left Behind[4]

## Werke
- Das Mädchen im Wald, Rowohlt, Hamburg/Berlin, 2007, ISBN 978-3499244803 (amerikanisches Englisch: Promise not to tell, 2007)
- Die Insel der verlorenen Kinder, Rowohlt, Hamburg/Berlin, 2009, ISBN 978-3-499-24850-4 (amerikanisches Englisch: Island of lost girls, 2008)
- Die dunkle Stimme der Schuld, Rowohlt, Hamburg/Berlin, 2010, ISBN 978-3499253164 (amerikanisches Englisch: Dismantled, 2009)
- Das 5. Opfer, Weltbild, Augsburg, 2013, ISBN 978-3-863-65843-4 (amerikanisches Englisch: The One I left behind, 2013)
- Winterpeople – Wer die Toten weckt, Ullstein, Berlin, 2015, ISBN 978-3548287324 (amerikanisches Englisch: The Winterpeople, 2014)
- The Drowning Kind. Simon & Schuster, New York 2021, ISBN 978-1-9821-5667-1.
- The Children on the Hill. Thorndike, Waterville 2022, ISBN 978-1-4328-9843-4.